# VOŠ a SPŠ Kutná Hora
Vyšší odborná škola, Střední průmyslová škola a Jazyková škola s právem státní jazykové zkoušky v Kutné Hoře (VOŠ a SPŠ Kutná Hora) je škola, jejíž kořeny spadají až do 19. století. Studentům nabízí vzdělání v oboru Elektrotechniky, automatizační techniky a informačních technologií které je zakončeno maturitní zkouškou, případně vyšší odborní vzdělání v oblasti automatizace a telekomunikací které je zakončeno absolutoriem a získáním titulu diplomovaný specialista (DiS.). Umožňuje též pokročilé studium cizích jazyků. Škola sídlí v Masarykově ulici č.p. 197.

## Studijní obory

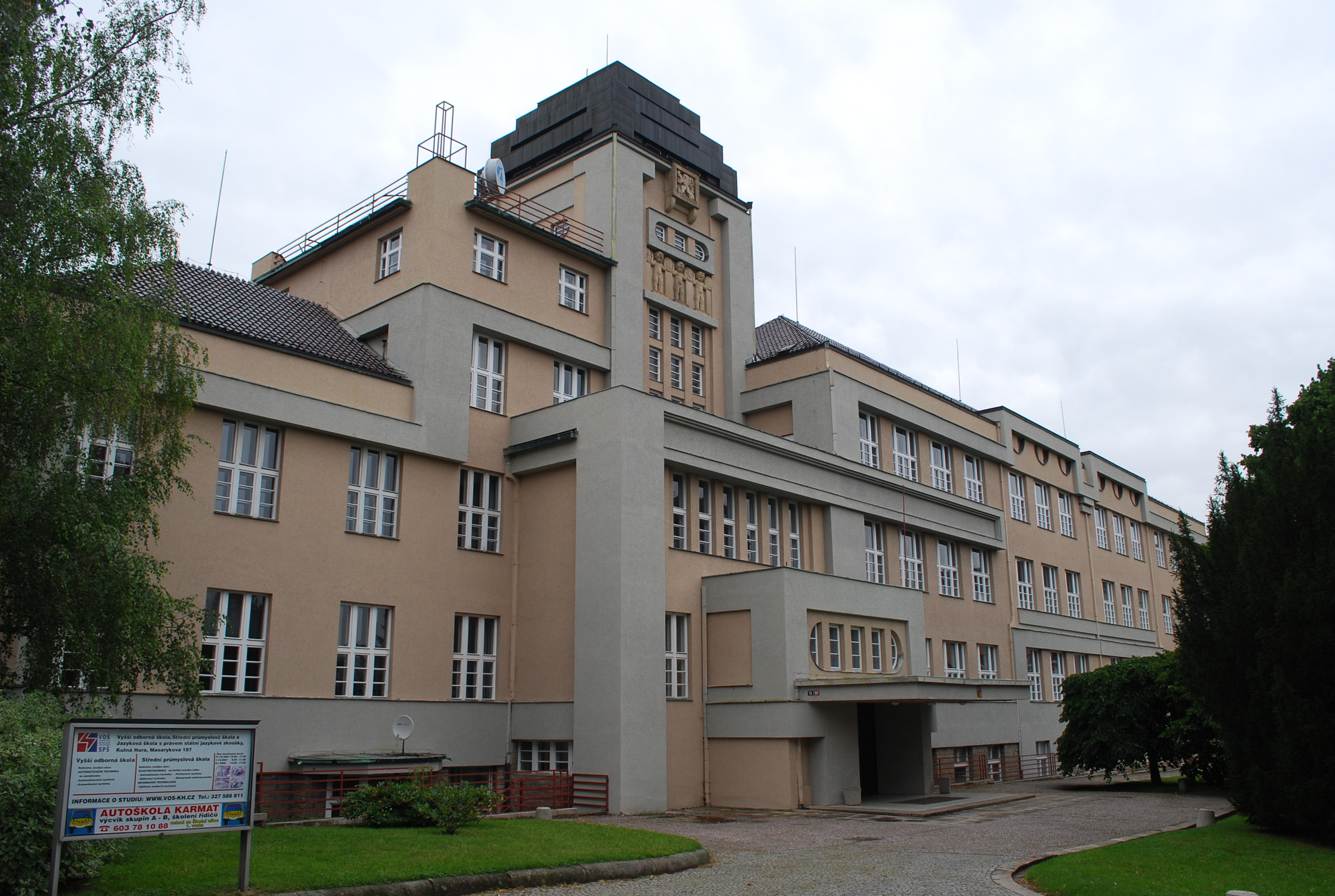
Hlavní budova VOŠ a SPŠ v Kutné Hoře postavená koncem 20. let 20. století podle návrhu architekta Rudolfa Ryšána

### Střední průmyslová škola
Vzdělání je rozděluje na prvky všeobecných a odborných znalostí. Vyučované předměty mají průpravný charakter pro další odborné studium. Studenti získávají praktické zkušenosti v moderně zařízených dílnách školy. Podle představ o svém budoucím profesním zaměření si studenti 4. ročníků mohou vybrat nepovinné předměty. V současné době Střední průmyslová škola nabízí ke studiu dva obory denního studia.

#### Elektrotechnika
Zaměření Automatizační technika – Zaměřuje se na oblasti aplikací počítačové techniky, automatizačních zařízení a robotiky.

Zaměření Sdělovací technika – Jejímž cílem je výuka v oblasti audio, video systémů, přenosů dat a telekomunikací.

Zaměření Počítačové systémy – Zaměřuje se na problematiku IT technologií, mikroprocesorových systémů, počítačových sítí a programových aplikací.

#### Informační technologie
Obor, který se zaměřuje na problematiku IT technologií, počítačového hardware a software. Hlavními předměty jsou Operační systémy, Počítačové sítě, Programování a Databázové systémy.

### Vyšší odborná škola
Koncepce vyššího odborného studia směřuje především k získání praktických znalostí a dovedností v daném oboru. Klade se důraz na mnohem hlubší a širší znalosti problematiky daného zaměření oproti středoškolskému vzdělání. Naopak proti klasickému vysokoškolskému absolventu je vybaven pouze nezbytnými teoretickými základy, nutnými pro pochopení základních zákonitostí a dějů pro následné získání praktických znalostí a dovedností. Součástí výuky je i souvislá odborná práce během které studenti vypracovávají absolventskou práci. Po splnění všech povinností daných učebním plánem, po vypracování a úspěšném obhájení absolventské práce a po zvládnutí ústních zkoušek se student stává absolventem vyšší odborné školy s právem užívat titul "diplomovaný specialista - DiS". V současné době nabízí vyšší odborná škola ke studiu jeden obor denního studia.

#### Automatizační technika
Zaměření Automatizované systémy – Absolvent získá znalosti analogové a digitální techniky, mikroprocesorové techniky, dovednosti při aplikaci v oblasti výpočetní techniky, znalost procesů informatiky a přenosu dat souvisejících s automatizovaným řízením. 

Zaměření Komunikační systémy – Absolvent získá znalosti digitální a mikroprocesorové techniky, zejména s ohledem na možnosti aplikace přenosových technologií, jako je televizní přenos telekomunikační systémy a přenos dat, získá znalosti v oblasti optoelektroniky a šíření rádiových vln. A pochopí princip a funkci moderních digitálních komunikačních systémů.

## Historie
- 1870 – Řemeslnická beseda, která sdružovala řemesla a živnosti různých oborů, zřídila průmyslovou školu pokračovací.
- 1885 – převzalo správu této školy město Kutná Hora.
- 1902 – Škola přešla ze správy města do správy zemské. Tak vznikla Královská česká řemeslnická škola v Kutné Hoře.
- 1918 – Po první světové válce a vzniku Československé republiky byla Řemeslnická škola zrušena a místo ní zřízena Odborná škola pro zpracování kovů a dřeva.
- 1923 – Bylo zahájeno vyučování v prvním ročníku Mistrovské školy strojnické, mění se i název školy a vzniká Zemská průmyslová škola v Kutné hoře.
- 1930 – byl otevřen první ročník Mistrovské školy pro elektroniku slabých proudů a pro mechaniku.
- 1937 – byl otevřen první ročník odborné školy pro mechaniky.
- 1940 byl otevřen první ročník zemské vyšší průmyslové školy strojnické. Tato škola byla čtyřletá a studium bylo zakončeno maturitou.
- 1945 – Konec války přinesl řadu významných změn. Podle nového školského zákona byly všechny školy zestátněny. A tak i Zemská průmyslová škola v Kutné Hoře přestala být zemskou a její název se mění na Vyšší průmyslovou školu v Kutné Hoře. Současně byla od školy odloučena připojená učňovská škola (dříve Pokračovací živnostenská odborná škola) a přeměněna na samostatnou Základní odbornou školu.
- 1946 – Mistrovská škola pro elektrotechniku slabých proudů a mechaniku přeměněna na mistrovskou školu mechanickou, která byla v roce 1950 zase zrušena.
- 1951 – V tomto roce bylo vedle čtyřleté průmyslovou školy strojnické zřízena i čtyřletá průmyslová škola elektrotechnická. Postupně se vyučovaly obory Elektroenergetika, Vysokofrekvenční elektrotechnika, Sdělovací technika a Měřicí a řídící technika.
- 1966 – V tomto školním roce přestává se přijímat do prvního ročníku oboru Strojírenství.
- 1969 – Dochází ke zrušení průmyslové školy strojnické a škola se mění na průmyslovou školu elektrotechnickou.
- 1992 – zahájeno Vyšší odborné studium.
- 1996 – Škola je připojena do sítě CESNET

## Spolupráce
Škola spolupracuje s několika významnými společnostmi, které škole poskytují nejnovější technické prostředky pro praktickou výuku studentů a zároveň jim poskytují souvislou odbornou praxi. Mezi tyto společnosti patří:
- 2N Telekomunikace a.s
- Festo s.r.o.
- Rockwell Automation - Allen-Bradley
- SPEL, spol. s.r.o.
- Teco a.s

## Zajímavosti
- Škola pořádá Filmový klub Jeden svět
- Pořádá semináře a konference z různých oblastí telekomunikační a automatizační techniky
- Studenti vydávají školní časopis Pod Proudem
- Spolupracuje s partnerskými školami v Německu a Francii
- Škola je lokálním poskytovatelem internetového připojení pro ostatní základní a střední školy v Kutné hoře a pro místní úřady
- Je připojena 36 MB/s radioreléovým spojem na lokální internetový uzel akademické sítě CESNET. Její vlastní páteřní sít je realizována 1GB optickou sítí a disponuje i bezdrátovou WiFi sítí.
- Má vlastní televizní studio, ve kterém v rámci školy vysílá TV VOSA